# William Hughes (baron Hughes)
William Hughes, baron Hughes, né le 22 janvier 1911 et mort le 31 décembre 1999, est un homme politique du parti travailliste du Royaume-Uni.

## Biographie
Hughes est élu au conseil municipal de Dundee en 1933 à l'âge de 22 ans. En 1954, il devient Lord-prévôt de Dundee, poste qu'il occupe jusqu'en 1960, alors qu'il reste conseiller municipal jusqu'en 1961. Il est également juge de paix de la ville de 1943 à 1974. Pendant la Seconde Guerre mondiale Hughes est contrôleur de la défense civile de Dundee jusqu'en 1943, date à laquelle il rejoint les forces armées. Il est officier en 1944, devenant capitaine à la fin du conflit. Il sert dans le Royal Army Ordnance Corps en Inde, en Birmanie et à Bornéo. Il se présente aux élections générales de 1945 et 1950 comme candidat du Parti travailliste pour Perth (connu sous le nom de Perth et East Perthshire à partir de 1950), mais n'est pas élu, avant de devenir pair à vie le 7 février 1961 en tant que baron Hughes, de Hawkhill à Dundee, en Écosse. Hughes démissionne de son poste de conseiller en mars 1961, car il estime qu'il "ne pouvait pas garantir d'être un membre pleinement efficace" du corps après sa nomination à la Chambre des lords.
Dans le premier gouvernement d'Harold Wilson, il sert sous le secrétaire écossais Willie Ross en tant que sous-secrétaire d'État pour l'Écosse de 1964 à 1969, puis comme ministre d'État pour l'Écosse de 1969 à 1970 et à nouveau de 1974 à 1975. Il est nommé conseiller privé en 1970. Sa nécrologie dans The Herald note qu'il "a joué un rôle clé en persuadant le gouvernement d'aller de l'avant avec le Pont routier du Tay, à l'époque le plus long pont routier d'Europe". Alors qu'il sert au gouvernement, il pose également la première pierre de l'hôpital Ninewells le 9 septembre 1965 .
Hughes préside les sociétés de développement de Glenrothes et d'East Kilbride, et est également président d'une commission royale sur la réforme des services juridiques écossais. Après avoir quitté son poste ministériel, il reste un pair actif et se fait remarquer pour ses attaques contre les gouvernements Thatcher et Major, sur des questions telles que l'introduction de la Poll tax en Écosse et les affirmations des conservateurs sur l'impact économique possible de l'autonomie écossaise.
Il est fait OBE en 1942, élevé au rang de CBE en 1956, recevant la Légion d'honneur (Chevalier) en 1958 et devenant conseiller privé en 1970. Il est également nommé lieutenant adjoint de la ville de Dundee en 1992.
Lord Hughes a deux filles. Son épouse Christian est décédée en 1994.